# Marcin Velinov
Marcin Boris Velinov (ur. 20 listopada 1971) – polski mistrz aikido oraz kaskader, producent filmowy, choreograf walk. Specjalista ds. negocjacji, marketingu i public relations. Posiada stopień mistrzowski 6 dan w nurcie aikido Hirokazu Kobayashi, jest uczniem Giampietro Savegnago, 8 dan. Znany głównie jako dubler Stevena Seagala w filmach  Cudzoziemiec oraz Wpół do śmierci. Zagrał epizodyczną rolę w polskim filmie  Uwikłanie. Obecnie prowadzi warszawską Aikido IQ Academy.

## Życiorys
Velinov jest twórcą społecznej kampanii – Krewniacy, największej kampanii społecznej w historii TVP. Poprzez kampanię Krewniacy promuje honorowe krwiodawstwo, transplantologię, bezpieczeństwo na drogach i zdrowy styl życia. Prowadzi Światową Fundację Promocji Krwiodawstwa – Krew dla Życia, Europejską Fundację Honorowych Dawców Krwi i Association Blood for Life w Szwajcarii w Zurichu.
Zorganizował i zainicjował kilka tysięcy zbiórek krwi. W kampanii Krewniacy, bierze udział ponad 100 gwiazd telewizyjnych, filmowych oraz sportu. Sprawił, że został zakupiony jeden z najnowocześniejszych autobusów do poboru krwi im. Jana Pawła II. Przeprowadził kilka kampanii billboardowych promujących krwiodawstwo i przeszczepy.
Stworzył akcje motOKrewniacy, I am Krewki, Obdaruj Sobą Innych, Daj Życie Po Życiu, Karty In Case of Emergency, Honorowe Krwinki, Krewniacy Dzieciom. Jego działaniom od lat patronują Prezydenci, Wojewodowie, Marszałkowie, Kuratorzy Oświaty i wiele innych organizacji w tym wiele medycznych.
Velinov pracował jako specjalista ds. marketingu w Wojskowym Centrum Krwiodawstwa i Krwiolecznictwa.

## Nagrody i wyróżnienia
- 2013: Prestiżowa Społeczna Marka roku w plebiscycie Ekskluzywna Marka Roku
- 2013: Gwiazdy Dobroczynności 2013, nominacja
- 2012: Gwiazdy Dobroczynności 2012, nominacja
- 2009: Specjalne Wyróżnienie Perły Medycyny
- 2009: Newsweek Polska – Społecznik Roku
- 2007: Statuetka za najlepszą stronę społeczną
- 2005: Wyróżnienie w plebiscycie Misja Zdrowia za najlepszą kampanię społeczną roku